# Zhuji
Zhuji (诸暨市S, ZhūjìP) è una città-contea della Cina, situata nella provincia dello Zhejiang.